# کیندرکولوو
کیندرکولوو (انگلیسی: Kinderkulevo) یک شهرک در شهرستان چکماگوشفسکی استان باشقیرستان کشور روسیه است.